# تووکا راسک
تووکا راسک (انگلیسی: Tuukka Rask؛ زادهٔ ۱۰ مارس ۱۹۸۷) بازیکن هاکی روی یخ اهل فنلاند است.
وی همچنین برندهٔ جوایزی همچون جام استنلی شده‌است.